# Bailleau-l'Évêque
Bailleau-l'Évêque är en kommun i departementet Eure-et-Loir i regionen Centre-Val de Loire strax norr om centrala Frankrike. Kommunen ligger i kantonen Mainvilliers som tillhör arrondissementet Chartres. År 2022 hade Bailleau-l'Évêque 1 190 invånare.

## Befolkningsutveckling
Antalet invånare i kommunen Bailleau-l'Évêque
Referens:INSEE